# William Woodburn

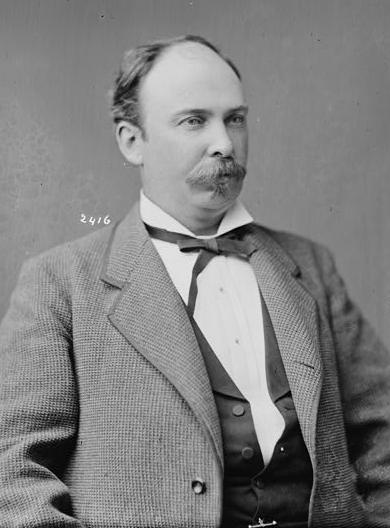
William Woodburn

William Woodburn (* 14. April 1838 in County Wicklow, Irland; † 15. Januar 1915 in Carson City, Nevada) war ein amerikanischer Politiker. Zwischen 1875 und 1877 sowie von 1885 bis 1889 vertrat er den Bundesstaat Nevada im US-Repräsentantenhaus.

## Werdegang
Im Jahr 1849 immigrierte William Woodburn mit seinen Eltern in die Vereinigten Staaten. Er besuchte das St. Charles College in Maryland. Nach einem Jurastudium und seiner 1866 erfolgten Zulassung als Rechtsanwalt begann er in Virginia City in seinem neuen Beruf zu arbeiten. Von 1871 bis 1872 war er Bezirksstaatsanwalt im Storey County.
Bei den Kongresswahlen des Jahres 1874 wurde William Woodburn als Kandidat der Republikanischen Partei für den Staat Nevada in das US-Repräsentantenhaus in Washington gewählt. Dort löste er am 4. März 1875 Charles West Kendall ab. Im Kongress absolvierte er bis zum 3. März 1877 zunächst eine Legislaturperiode. Dann übernahm Thomas Wren seinen Sitz. In den Jahren 1884 und 1886 kandidierte Woodburn aber erfolgreich für eine Rückkehr in den Kongress. Damit konnte er zwischen dem 4. März 1885 und dem 3. März 1889 zwei weitere Amtszeiten als Kongressabgeordneter absolvieren.
Nach seiner Zeit im Repräsentantenhaus arbeitete er wieder als Rechtsanwalt. Im Jahr 1892 bewarb er sich erfolglos um eine erneute Rückkehr in das Parlament in Washington. William Woodburn starb am 15. Januar 1915 in Carson City und wurde dort auch beigesetzt.